# دلیوندان
دلیوندان، روستایی از توابع بخش تولم شهرستان صومعه‌سرا در استان گیلان ایران است و اکثر مردم این روستا به شغل کشاورزی، شالیکاری، پرورش ماهی و گاهاً دامداری مشغول هستند.

## جمعیت
این روستا در دهستان تولم قرار دارد و براساس سرشماری مرکز آمار ایران در سال ۱۳۸۵، جمعیت آن ۶۴۵ نفر (۲۰۵خانوار) بوده‌است.